# Задар
Задар (на хърватски: Zadar; на италиански: Zara) е град в Южна Хърватия, в областта Северна Далмация, административен център на Задарска жупания. Градът има население от около 75 000 жители, от които 92,77% са хървати. В близост до града се намират 4 природни резервата. Побратимен е със Секешфехервар (Унгария). От 1947 г. Задар е част от Югославия, а от 1992 г. – част от независима Хърватия.

## История
Територията на днешен Задар е населявана още от късната каменна епоха. Преди тук да се заселят илирийците, районът е обитаван от средиземноморска индоевропейска култура. Като селище, Задар се оформя през 9 век пр.н.е., когато е обитаван от либурните. Когато става римски муниципиум през 59 г. пр.н.е., селището приема името Ядера. През 48 г. пр.н.е. става римска колония. По това време той приема характеристиките на традиционен древноримски град, с пътна мрежа, форум и издигнат капитолий с храм.
След падането на Западната Римска империя през 476 г. и разрушаването на Салона от аварците през 614 г., Задар става столица на византийската тема Далмация. В началото на 9 век, градът за кратко попада под управлението на Каролингите, но Никифоровият мир го връща на византийците през 812 г. Първите хърватски владетели контролират града за кратко през 10 век. След династичната борба, последвала смъртта на Стефан Държислав, градът е обсаден от силите на българския цар Самуил, но успява да се защити. През 998 г. градът обявява преданост на дожа Пиетро II Орсеоло и става васал на Венецианската република. През 1186 г. се ползва със защитата на унгарския крал Бела III.
През 1202 г. венецианците, с помощта на кръстоносците от Четвъртия поход, превземат и плячкосват Задар. Унгария поема контрол над града през 1358 г., когато по силата на Задарския мир е предаден на крал Лайош I Велики. През 1409 г. крал Ладислав Анжуйски продава града на венецианците. Когато Османската империя покорява земите около Задар в началото на 16 век, градът се превръща във важна крепост, осигурявайки търговията на венецианците в Адриатическо море и се превръща в културен център. Това създава среда, в която изкуствата и литературата процъфтяват и между 15 и 17 век Задар попада под влиянието на Ренесанса, а в него се раждат важни италиански ренесансови фигури, както и много хърватски писатели.
След падането на Венеция през 1797 г., Задар попада под австрийско управление до 1918 г., с изключение на краткотраен период на френска власт (1805 – 1813), като задържа функциите си на столица на Далмация. По време на френското управление, първият вестник на хърватски език (Il Regio Dalmata – Kraglski Dalmatin) се издава в Задар (1806 – 1810). През 19 век градът функционира като център на хърватското движение за културно и национално възраждане в контекста на повишаващата се поляризация и политизация на етническата идентичност между хървати и далматински италианци.
С Рапалския договор от 1920 г. Задар е даден на Кралство Италия. През Втората световна война е бомбардиран от Съюзниците, а етническите италианци са евакуирани. Партизани превземат града в края на 1944 г., а през 1947 г. той официално става част от Социалистическа република Хърватия в състава на СФР Югославия. Хърватските въоръжени сили защитават града през октомври 1991 г. от сръбските сили, които искат да го превземат в хода на Хърватската война за независимост.
В днешно време, Задар е исторически център на Далмация, както и основен политически, културен, търговски, промишлен и транспортен център в Задарска жупания. В него се седалището на католическата Задарска архиепархия. Поради богатото си културно наследство, градът е една от най-популярните туристически дестинации в Хърватия. През 2017 г. укрепеният град на Задар е включен в списъка на световното културно и природно наследство на ЮНЕСКО като част от венецианските отбранителни съоръжения от 15 – 17 век.

## Население
| 1880   | 1900   | 1921   | 1931   | 1948   | 1953   | 1961   |
| ------ | ------ | ------ | ------ | ------ | ------ | ------ |
| 19 778 | 24 778 | 26 241 | 26 882 | 23 610 | 25 465 | 33 464 |
| 1971   | 1981   | 1991   | 2001   | 2011   |        |        |
| 50 520 | 67 154 | 80 355 | 72 718 | 75 062 |        |        |

## Икономика
Най-развитите отрасли са туризма, транспорта, търговията, селското стопанство, риболовът и металообработването. Развито е и банкирането. Градът разполага с международно летище.